# Chai Ling
Chai Ling (柴玲; n. 15 de abril de 1966) es una activista china, famosa por haber sido una líder estudiantil del Movimiento de la plaza de Tian'anmen en 1989. Ha sido nominada dos veces al Premio Nobel de la Paz por sus esfuerzos en defensa de los derechos humanos.

## Protestas de la plaza de Tian'anmen
Ling se graduó de la Universidad de Pekín en 1987 y luego realizó estudios de postgrado en la Universidad Normal de Beijing.
En 1987, participó en manifestaciones que pedían al gobierno reformas democráticas en 1987. Destacó como una de los líderes estudiantiles principales. Ling, junto con otros líderes estudiantiles como Wuerkaixi y Wang Dan participó en seis semanas de protestas en la plaza Tian'anmen.
Ella fue la encargada de organizar muchas de las huelgas de hambre de forma pacífica durante las manifestaciones y era conocida como la "comandante general" por sus compañeros estudiantes.
Después de la represión militar, el gobierno chino la incluyó en su lista de los 21 estudiantes más buscados para ser arrestados. Por ello, Chai Ling huyó de China en abril de 1990 y se instaló en París, Francia, donde no se conoció su paradero durante diez meses.

## Carrera y activismo
Más tarde recibió una beca para estudiar en la Universidad de Princeton donde terminó la Maestría de Artes Liberales en Relaciones Públicas en la escuela Woodrow Wilson y recibió un título honorario de Maestría en Ciencias Políticas.
En 1998 terminó la Maestría en Administración de Empresas en la Harvard Business School y ese mismo año fundó The Jenzabar Foundation, una organización filantrópica que apoya los esfuerzos humanitarios de los líderes estudiantiles en el mundo, y además provee un software de servicios para educación superior. Ling es Presidenta Fundadora y Principal Directora de Operaciones de Jenzabar.
En 2009 Chai Ling se convirtió al cristianismo, fue bautizada en 2010 y en junio de ese mismo año fundó "All Girls Allowed", una organización cristiana, humanitaria, no lucrativa y no gubernamental en defensa de los derechos humanos, que busca frenar las violaciones causadas por la política china, y cuya misión es "denunciar la injusticia de la política China del hijo único", y contribuir a "restaurar la vida dada por Dios, el valor y la dignidad de las mujeres".
En 2011, Ling publicó su libro llamado "A Heart for Freedom" (Un Corazón para la Libertad) donde cuenta sus experiencias como líder del movimiento chino, su fuga, sus esfuerzos activistas, y la fe que encontró en Dios.